# Albrecht von Roon
Albrecht Theodor Emil Graf von Roon (Pleushagen, Prússia, Sacre Imperi Romanogermànic
(actual Pleśna, Voivodat de Pomerania Occidental, Polònia) 30 d'abril de 1803 - Berlín, Regne de Prússia, Imperi Alemany, 23 de febrer de 1879), va ser un militar i estadista prussià. Com a ministre de la Guerra de 1859 a 1873, Roon, juntament amb Otto von Bismarck i Helmuth von Moltke, va ser una figura dominant del govern de Prússia durant la dècada clau de la dècada de 1860, quan una sèrie de guerres reeixides contra Dinamarca, Àustria i França van provocar la unificació alemanya sota el lideratge de Prússia. Conservador moderat i partidari de la monarquia executiva, va ser un àvid modernitzador que va treballar per millorar l'eficiència de l'exèrcit.
Descendent d'una família holandesa refugiada a Alemanya, el 1821 va entrar com a oficial en un regiment d'infanteria, després va cursar a l'Escola Militar General de Berlín; el 1827 era instructor i el 1829 professor del cos de cadets de Berlín, i per indicació del seu mestre Carl Ritter va publicar els Anfangsgründe der Erdkunde (Berlín, 1834; 12.ª ed., 1868) i els Gründzüge der Erd-, Volkerund Staatenkunde (3 t., Berlín, 1837-40; 3.ª ed., 1847-55). Des de 1833/35 va estar encarregat dels mesuraments topogràfics a l'Estat Major General; el 1835 se'l va nomenar professor de l'Escola Militar; el 1836 capital de l'Estat Major General i alhora membre de la Comissió d'inspecció militar superior. Aleshores va escriure una Militärische Länderbeschreibung von Europa (Berlín, 1837), primera part de la monografia militar Die Iberische Halbinsel (Berlín, 1839).
El 1842, sent ja comandant, va entrar a formar part de l'estat major del 7è cos d'exèrcit; en 1843 va tornar a Berlín i va dirigir l'ensenyament militar del príncep Federico Carlos al qual va acompanyar a Bonn, Itàlia i França. El 1848 fou cridat a l'estat major del 8è cos d'exèrcit, del qual arribà a ser aviat el seu cap; va prendre part en la campanya de Baden de 1849, va ser ascendit en 1850 a comandant del regiment 33 i a coronel en 1855; va rebre el 1856 el comandament de la 20a brigada d'infanteria a Posen, i el 1858 el de la 14a divisió a Düsseldorf.
Una Memòria dirigida el 1858 al principi regent sobre els danys de l'organització militar i les seves necessàries millores va motivar (1859) que Roon fos nomenat membre de la Comissió que entenia a l'assumpte. Després de la dimissió de Bonin, va ser nomenat ministre de la Guerra i va rebre també el 16 d'abril de 1861 la cartera de Marina. Va defensar amb habilitat i resolució la reforma de l'Exèrcit al Congrés i va dur a terme les millores, malgrat les dificultats financeres, d'una manera tan perfecta que el 1866 la mobilització es va efectuar d'una manera perfecta. El 8 de juny va ascendir a general d'infanteria i va ser condecorat amb l'ordre de l'Àguila Negra, atorgant-se, a més, una pensió. Va obtenir els mateixos èxits brillants per la seva activitat a la campanya de 1870, durant la qual va celebrar a Versalles el seu jubileu de cinquanta anys de servei (9 de gener de 1871).
El 16 de juny va obtenir el títol de comte amb caràcter hereditari i una altra pensió. Va deixar el ministeri de Marina el 31 de desembre de 1871, i quan Bismarck va dimitir la presidència del Ministeri, Roon va ser designat per ocupar aquell lloc i se'l va nomenar (1 de gener de 1873) alhora mariscal de camp, càrrec que va deixar el 9 de novembre del mateix any, per motius de salut, i des de llavors va viure a Neuhof (prop de Coburgo) i a Krobnitz. En honor seu, el 1889, el regiment de fusellers de la Prússia Oriental, número 33, va prendre el nom de regiment de fuselleria del comte Roon: portava també el seu nom, des de 1864, un fort prop de Posen, i des de 1873, el fort número 3 (Mandolsheim), a prop d'Estrasburg. El 1904 li fou aixecat a Berlín un monument per Harrou Magnussen; abans en va tenir un a Görlitz.
Dels escrits pòstums de Roon, el seu fill Waldemar, segon comte de Roon, va publicar: Denkwürdigkeiten aus dem Leben des Generalfeldmarschalls Grafen von Roon, Sammlung von Briefen, Schriftstücken und Erinnerungen (2 t., Breslau, 1892; 5.ª ed., 1905) i Kriegsminister von Roonals Redner (2 t., Breslau, 1896). També es va publicar la seva correspondència amb el professor de Bonn, Clemens Theodor Perthes, dels anys 1864/67 (editada per Otto Perthes, Breslau, 1895).
Waldemar von Roon (1837-1919), segon comte de Roon, era fill seu i també a més de militar fou polític.